# Wendee Levy
Wendee Esther Wallach Levy, connue sous le nom de Wendee Levy, née en 1948, est une astronome amateur américaine, enseignante de profession.

## Biographie
Le Centre des planètes mineures la crédite de la découverte de quatre astéroïdes, toutes effectuées en 2004 avec la collaboration de David H. Levy et de Tom Glinos.
En 1996, après 26 années d'enseignement, elle cesse son activité de professeur pour se dédier avec son mari David H. Levy à la gestion de l'observatoire Jarnac.
L'astéroïde (6485) Wendeesther lui est dédié,.
| (117032) Davidlane        | 14 mai 2004       |
| (144907) Whitehorne       | 16 décembre 2004  |
| (157421) Carolpercy       | 8 octobre 2004    |
| (283990) Randallrosenfeld | 16 septembre 2004 |